# MGP 2016
MGP 2016 var den 16. årlige MGP-sangkonkurrence for håbefulde sangere i alderen 8 til 15 år, afholdt i Forum Horsens i Horsens den 20. februar 2016. Arrangementet var et MGP, et melodigrandprix for børn, og ti sange dystede om at vinde konkurrencen. Den var opbygget med to runder, hvor seerne i første runde bestemte, hvilke tre sange der gik videre til superfinalen, hvor de tre finalister endnu en gang skulle fremføre deres sange. Vinder blev Ida og Lærke med deres sang "Bar' for vildt".
De ti finalister var blevet afsløret den 15. januar 2016.
Værterne var Joakim Ingversen og Sofie Østergaard.

## Deltagere
| Nr | Deltagere       | Fulde navn                                              | Sang                 | Resultat      |
| -- | --------------- | ------------------------------------------------------- | -------------------- | ------------- |
| 1  | Sofie & Augusta | Sofie Bregendal Christensen, Augusta Wittrup Boeck      | "Den sødeste dreng"  | Ude           |
| 2  | Bølle           | Avras Jamal Hasan, Jihad Salim Assi, Tayip Cevher       | "Ballade"            | Ude           |
| 3  | Edda            | Edda Skovbjerg Paldam                                   | "Helt okay"          | Ude           |
| 4  | Meeh            | Michelle Helena Gharziani, Sandhya Rebecca Fjord Madsen | "Os 2 for altid"     | Ude           |
| 5  | TEENAGERS       | Signe Hagen Ryberg, Signe Thude Viborg Pedersen, ?      | "Teenagers"          | Ude           |
| 6  | Froja & Sarah   | Fríða Vágsheyg Sigurðsson, Sarah Trolledahl Clausen     | "Hvor bliver du af?" | Superfinalist |
| 7  | Ida             | Ida Bonde Jung                                          | "Min egen sang"      | Ude           |
| 8  | JEEN            | Emilie Lykke Nielsen, Jessica Marie Hultgreen Nielsen   | "Jeg savner dig"     | Superfinalist |
| 9  | Ida & Lærke     | Ida Helena Karmisholt, Lærke Ohm Sauer                  | "Bar' for vildt"     | Superfinalist |
| 10 | Phillip         | Philip Elsted Hansen                                    | "Kongensgade"        | Ude           |

### Superfinale
I superfinalen skulle de tre mest populære fra første runde synge igen, og seerne stemte endnu engang, hvorved konkurrencens vinder blev fundet.
| Nr | Deltager      | Sang                 | Procent | Placering |
| -- | ------------- | -------------------- | ------- | --------- |
| 1  | Froja & Sarah | "Hvor bliver du af?" | 25%     | 3         |
| 2  | JEEN          | "Jeg savner dig"     | 30%     | 2         |
| 3  | Ida & Lærke   | "Bar' for vildt"     | 45%     | 1         |